# 음력 9월 19일
음력 9월 19일은 음력 9월의 19번째 날이다.

## 문화
- 1995년 - 전국민주노동조합총연맹 창립.

## 탄생
- 1871년 - 증산교의 창시자 강일순.
- 1962년 - 대한민국의 가톨릭 사제 이태석.
- 1979년 - 대한민국의 가수 전초아.
- 1989년 - 대한민국의 배우 차정원.
- 1995년 - 대한민국의 래퍼 쿤 (업텐션).
- 1997년 - 대한민국의 국악인 송소희.

## 사망
- 1908년 - 대한제국의 항일 의병장 이강년.

## 같이 보기
- 음력 360일: 1월 2월 3월 4월 5월 6월 7월 8월 9월 10월 11월 12월
- 전날:9월 18일 다음날:9월 20일 - 전달:8월 19일 다음달:10월 19일
- 양력:9월 19일
- 음력, 윤달